# 沪西工友俱乐部
31°14′32″N 121°26′18″E / 31.24220°N 121.43830°E
沪西工友俱乐部，是1924年至1925年期间由中国共产党领导的沪西地区工人工会组织。原址位于西康路口德昌里（今上海市普陀区长寿路街道安远路）。俱乐部旧址德昌里的平房現在是上海市文物保护单位、上海市级革命纪念地、普陀区第一批革命纪念地。

## 背景
1920年，上海共产主义小组成员李启汉到沪西开展工人运动，在槟榔路（今安远路）锦绣里开办工人半日学校。1921年，李启汉后因领导和支援浦东日华纱厂罢工、上海邮局职工全体罢工、香港海員大罷工而被捕入狱。1921年8月，中国劳动组合书记部干事李震瀛在工人半日学校的基础上开办第一工人补习学校。
1922年春，学校被租界巡捕房封闭。同年秋，上海社会主义青年团团员嵇直和徐玮到沪西开展活动，后开办两个工人补习班。1924年，中共上海党组织决定将两个补习班合并，改为沪西工人补习学校，由孙良惠负责。1924年8月，为加强对沪西工人运动领导，邓中夏、李立三、项英等决定，吸收工人参加並组织設立了沪西工友俱乐部。

## 沿革
1924年9月1日，沪西工友俱乐部正式成立。共有30多人参加成立大会，会议由孙良惠主持，项英进行了演讲发言。推举项英为俱乐部主任，孙良惠为副主任，嵇直为秘书（不久由刘华担任），刘华、顾秀为宣传委员，李瑞清为组织委员，刘贯之为总务委员。李立三与邓中夏在会上拟定了《沪西工友俱乐部章程》共21条，规定俱乐部由“沪西工人组织之”，宗旨是“联络感情，交换知识，互相扶助，共谋幸福”。
俱乐部位于安远路德昌里内，德昌里地处上海公共租界西区，是纺织工人聚居地。俱乐部设有演讲会、合作社、书报室等，并在各厂设立基层支部或小组。项英、邓中夏、李立三、刘华、瞿秋白、恽代英等经常到俱乐部讲课。俱乐部举办工人识字班、补习班，并免收学费。项英、嵇直不久离开上海，刘华成为沪西工友俱乐部的主要负责人。1924年底，俱乐部在十九个纱厂中建立了工会小组，成员发展到近千人。
1925年初，沪西工友俱乐部迁至苏州河北岸的潭子湾三德里，继续领导沪西的工人运动。1925年2月，中国共产党通过俱乐部领导沪西日商纱厂2万多工人举行大罢工，并成立内外棉纱厂工会；同年5月五卅运动期间再次举行大罢工。五卅运动期间，上海总工会成立（5月26日），李立三担任委员长。1925年6月，俱乐部改组为上海总工会第四办事处。

## 建築物
俱乐部旧址原为德昌里的3间坐西朝东、砖木结构的平房。當時一间作为文娱活动室，二间作为教室。
1959年，嵇直、李瑞青、蒋士贵等到实地探勘，确认安远路278-280号为俱乐部原所在地；但原先三间平房中的北面两间，已在中华人民共和国成立初期被拆除，仅剩南面一间，成为居民住房。
1959年5月26日，该处被公布为上海市文物保护单位。1987年11月17日，其遗址被公布为上海市级革命纪念地。1989年9月，被公布为普陀区第一批革命纪念地。

## 其他條目
- 上海总工会第四办事处旧址